# Nad jeziorem
Nad jeziorem (ros. У озера, U oziera) – radziecki film z 1969 roku w reżyserii Siergieja Gierasimowa o konflikcie interesów nad jeziorem Bajkał.

## Opis
Film przedstawia kolosalny rozmach budownictwa na Syberii. Przemysł rozwijający się wokół jeziora Bajkał stanowi niebezpieczeństwo dla przyrody. Stary biolog (Oleg Żakow) wraz z córką (Natalija Biełochwostikowa) ostrzegają o negatywnym wpływie budownictwa na środowisko naturalne. Inne stanowisko reprezentują budowniczowie nowych fabryk i inżynier Wasilij (Wasilij Szukszyn).

## Obsada
- Oleg Żakow jako Barmin
- Natalija Biełochwostikowa jako Lena Barmina
- Natalja Bondarczuk jako pasażerka pociągu
- Walentina Tieliczkina jako Wala Korolkowa
- Wasilij Szukszyn jako Wasilij Czernych
- Michaił Nożkin jako Jakowlew
- Wadim Spiridonow jako Konowałow

## Nagrody
- 1970: Międzynarodowy Festiwal Filmowy w Karlowych Warach - Główna Nagroda[2]
- 1971: Nagroda Państwowa ZSRR: reżyser Siergiej Gierasimow oraz grający główne role Natalija Biełochwostikowa i Wasilij Szukszyn